# Andreas Lava Olsen
Andreas Lava Olsen (Leirvík, 1987. október 9. –) feröeri labdarúgó, a Víkingur Gøta csatára. 2008 óta a Feröeri labdarúgó-válogatott kerettagja.

## Pályafutása
A 2008-as feröeri labdarúgó-bajnokságban 9 góljával holtversenyben 5. lett a góllövőlistán.

## Eredmények

### Válogatott gólok
| # | Dátum               | Helyszín                  | Ellenfél | Gól | Eredmény | Verseny              |
| - | ------------------- | ------------------------- | -------- | --- | -------- | -------------------- |
| 1 | 2009. szeptember 5. | UPC Arena, Graz, Ausztria | Ausztria | 3-1 | 3-1      | 2010-es vb-selejtező |